# Jonnie Boer
Jonnie Boer (Giethoorn, 9 januari 1965 – Bonaire, 23 april 2025) was een Nederlandse chef-kok en horecaondernemer. Hij stond bekend om zijn innovatieve kookstijl en zijn rol in de ontwikkeling van de Nederlandse gastronomie. Samen met zijn vrouw Thérèse Boer was hij eigenaar van het driesterrenrestaurant De Librije in Zwolle.

## Jonge jaren

### Jeugd en opleiding
Boer groeide op in Giethoorn, waar zijn grootvader als beroepsvisser werkte. Deze achtergrond inspireerde hem al op jonge leeftijd om te experimenteren met lokale producten, zoals paling, snoek en snoekbaars. Zijn interesse in de culinaire wereld leidde hem naar de Culinaire Vakschool in Groningen. Op 17-jarige leeftijd begon hij zijn professionele carrière in de keuken van restaurant De Boerderij in Amsterdam, onder leiding van chef-kok Ruud Wunneberg.

### Begin van zijn carrière
Na de sluiting van De Boerderij in 1985 keerde Boer terug naar Giethoorn, waar hij een korte relatie had met Natasja Kunst, die later trouwde met een jeugdvriend van Boer: René Froger. Aanvankelijk hadden de vrienden plannen om samen een kroeg te beginnen, maar dit idee ging uiteindelijk niet door. In plaats daarvan zette Boer zijn culinaire ambities voort. In 1987 begon hij zijn carrière bij restaurant De Librije in Zwolle. Binnen twee jaar werd hij gepromoveerd tot chef-kok en in 1993 nam hij samen met zijn vrouw Thérèse het restaurant over van de toenmalige eigenaar, Ed Meijers.

## Carrière en invloeden

### Kookstijl en filosofie
Boer stond bekend om zijn gebruik van lokale en seizoensgebonden producten. Hij haalde zijn inspiratie uit de natuur en werkte nauw samen met kleine leveranciers uit de regio.

### Zakelijke ondernemingen
Naast De Librije waren Jonnie en Thérèse Boer ook eigenaar van meerdere andere restaurants en een hotel. In Zwolle bezitten ze Brass Boer Thuis, een fun-dining restaurant geopend in 2019, en het oriëntaalse restaurant Senang. Ze waren daarnaast eigenaar van Brasserie Jansen, eveneens in Zwolle. Buiten Nederland hebben zij Brass Boer-restaurants geopend op Bonaire en Curaçao. Op Bonaire hadden ze ook het restaurant Senang, waar oosterse smaken samenkomen in het Caribisch gebied. Het echtpaar Boer beheerde ook Hotel Librije, een vijfsterrenhotel in Zwolle, dat onderdak biedt aan hun kook- en wijnschool Librije's Atelier.

### Invloed op de Nederlandse gastronomie
Boers invloed strekte zich uit buiten de muren van zijn restaurant. Hij heeft meerdere culinaire boeken gepubliceerd en zijn gerechten worden sinds 2010 ook geserveerd in de businessclass van de KLM. Daarnaast is voor Euroma een reeks specerijenmelanges ontwikkeld.

### De Opvolging
De serie De Opvolging is geproduceerd door Southfields Stories en geregisseerd door Willemiek Kluijfhout, tevens maker van de prijswinnende documentaire Sergio Herman, Fucking Perfect biedt een bijzonder kijkje in niet alleen het reilen en zeilen in de restaurants van Jonnie en Thérèse Boer. Het is tegelijkertijd een universeel verhaal over de overdracht van een familiebedrijf van generatie op generatie. Het laat zien hoe gastvrijheid, dineren en wijn worden verfijnd en hoe Jonnie en Thérèse hebben bijgedragen aan de positie van de Nederlandse gastronomie in het buitenland. In de zesdelige serie worden ze een jaar lang gevolgd en ziet de kijker hoe het echtpaar een stapje terug probeert te doen en hoe ze het voortbestaan van hun geliefde De Librije zeker stellen voor de toekomst. Met het afbouwen zou er meer tijd ontstaan om op Bonaire door te brengen.

## Onderscheidingen en erkenning
In de loop van zijn carrière heeft Boer tal van onderscheidingen ontvangen. Onder zijn leiding ontving De Librije in 2004 een derde Michelinster, waarmee het restaurant zich definitief vestigde als een van de toprestaurants van Nederland. In 2013 ontving  hij samen met Sergio Herman de Grand Prestige Award van GaultMillau, een erkenning voor zijn bijdrage aan de kwaliteit van de Nederlandse gastronomie op Europees en mondiaal niveau. In 2005 werd Boer Ridder in de Orde van Oranje-Nassau. In 2008 ontving Boer samen met zijn vrouw de erepenning van de stad Zwolle.

## Privéleven
Boer was getrouwd met Thérèse Boer, zij kregen samen twee kinderen, een zoon geboren in 2000 en een dochter in 2003. Boer bracht graag tijd door in de natuur, waar hij inspiratie opdeed voor zijn gerechten. De familie Boer woonde in Zwolle, dichtbij hun restaurant en andere zakelijke ondernemingen.
Op 23 april 2025 overleed hij op 60-jarige leeftijd op Bonaire aan de gevolgen van een longembolie.